# Nationalpark Kampinos
Der Nationalpark Kampinos (poln. Kampinoski Park Narodowy) ist ein polnischer Nationalpark in der Woiwodschaft Masowien, 30 km nordwestlich von Warschau.

## Allgemein
Der Nationalpark befindet sich inmitten der Kampinos-Heide (Puszcza Kampinoska) auf dem Gebiet des Warschau-Berliner Urstromtales. Bereits seit den 1920er Jahren existierten hier Pläne zur Gründung eines Nationalparks. 1959 wurde dieses Vorhaben auf einer Fläche von 407 km² umgesetzt. Der Nationalpark wurde danach etwas verkleinert und verfügt derzeit über eine Fläche von 385,44 km². Im Januar 2000 wurde der Nationalpark Kampinos in die Liste der Biosphärenreservate der UNESCO eingetragen. Die vor ca. 12.500 Jahren hier entstandene Dünenlandschaft stellt heute auf einer Fläche von fast 200 km² ein in Europa einzigartiges Naturensemble dar. Das Urstromtal zeichnet sich größtenteils durch mit Kiefernwäldern bedeckte Sumpfgebiete aus. In den Senken zwischen den Dünen dehnen sich mit Erlen bewachsene Sümpfe, Niedermoore und Wiesen aus. Der Nationalpark liegt zudem im größten Wasserknoten Polens. In der Nähe fließen Weichsel, Bug, Narew, Wkra und Bzura zusammen. Seen gibt es im Nationalpark dagegen nicht.

## Flora

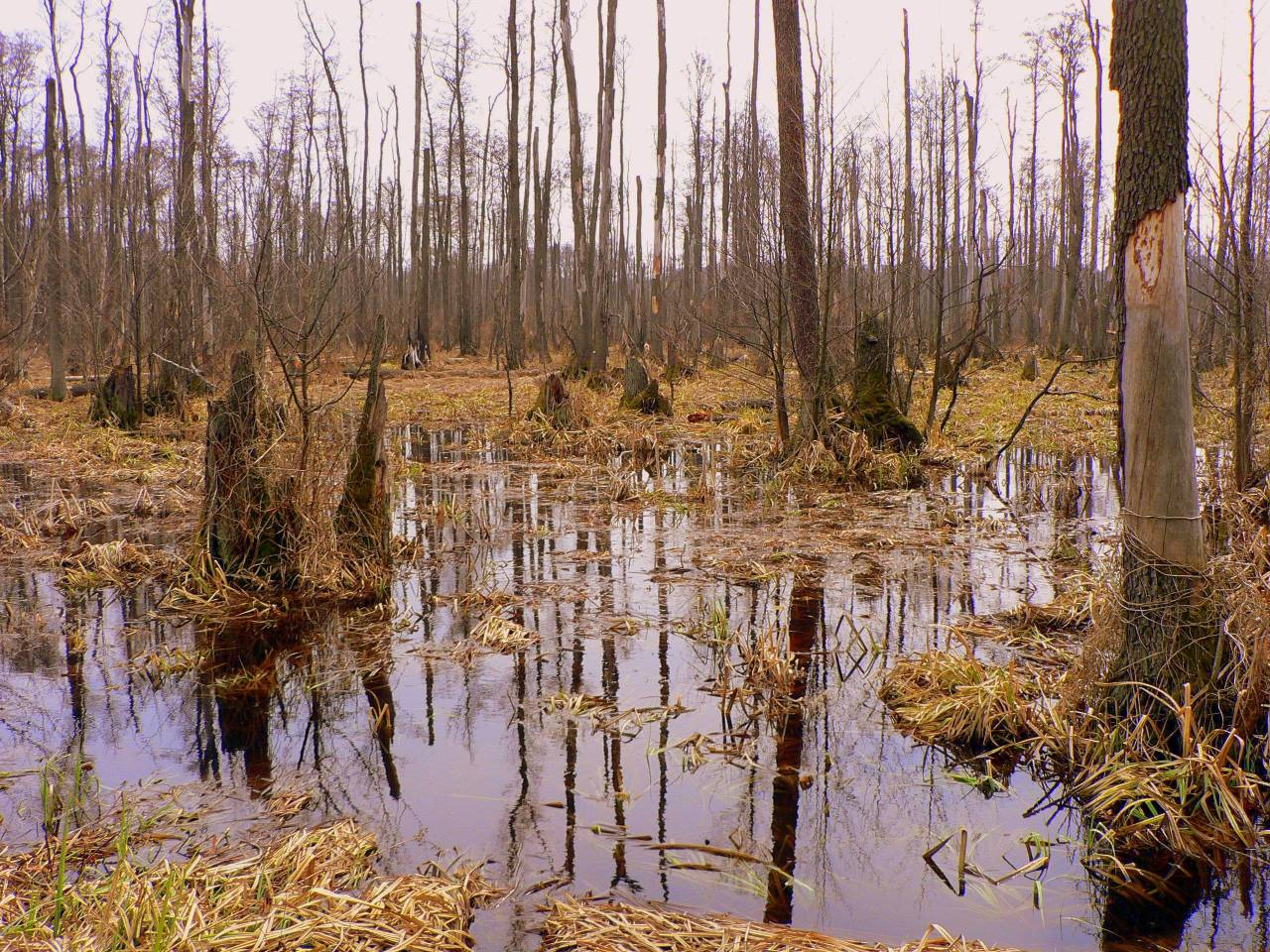
Sumpf im Nationalpark Kampinos

Die große Artenvielfalt der Pflanzenwelt des Nationalparks lässt sich durch die hohe Zahl von 1245 verschiedenen Gefäßpflanzen veranschaulichen. Eine hervorzuhebende Rarität des Nationalparks ist dabei das Vorkommen der schwarzen Birke. Typisch für die Nationalparklandschaft ist der Kontrast von Dünen und Sümpfen. Dieser wird noch zusätzlich durch die unterschiedlichen Pflanzengemeinschaften hervorgehoben. Auf den Dünen dominieren Kiefern- und Eichen-Hainbuchenwälder, in den Sumpfgebieten verschiedene Typen von Wiesen sowie Buschwerk und Erlenwälder.

## Fauna
Der Nationalpark stellt mit seinen Altwassern, sandigen Flussarmen, Inseln, Wiesenland und Buschwerk ein außerordentlich wichtiges Biotop für viele Tierarten dar. Insgesamt wurden bisher über 3000 Arten im Park nachgewiesen, davon 2030 Insektenarten. Von den 215 nachgewiesenen Vogelarten brüten 153 im Park. Im Nationalpark Kampinos experimentiert man auch seit Jahrzehnten erfolgreich mit der Auswilderung und Wiedereinführung verschiedener Tiere. So gelang es beispielsweise 1951 den Elch, 1980 den Biber und 1992 den Luchs hier wieder erfolgreich anzusiedeln. Die Elchpopulation im Nationalpark kann mittlerweile als stabil angesehen werden. Mehrere Elche wanderten in den letzten Jahren sogar in andere Waldkomplexe über.

## Geschichte
Auf dem Gebiet des Nationalparks haben sich außerdem einige wichtige Ereignisse der polnischen Geschichte abgespielt. Im Zuge des Januaraufstandes von 1863 fanden hier einige Gefechte der Aufständischen gegen die Truppen der zaristischen Teilungsmacht statt. Die Puszcza Kampinoska war zudem Schauplatz der Schlacht in der Kampinos-Heide während des deutschen Überfalls auf Polen und von Kämpfen und Massenerschießungen in der anschließenden deutschen Besatzung Polens von 1939 bis 1945. Als Mahnmal für die Verbrechen der Nationalsozialisten steht der Friedhof in Palmiry, auf dem über 2000 Polen bestattet wurden, die hier in den Jahren 1939–1943 von den deutschen Besatzern heimlich ermordet worden waren.
In Żelazowa Wola, am Rande des Nationalparks, befindet sich das Geburtshaus des Komponisten und Klaviervirtuosen Frédéric Chopin, das heute als Museum besichtigt werden kann.